# Joseph Blanchard
Joseph Blanchard (1704-1758) est né à Dunstable, New Hampshire (maintenant Nashua) le 11 février 1704, fils du capitaine Joseph Blanchard et son épouse Abiah Hassell. En 1724, il rejoint la milice du New Hampshire comme lieutenant et servi en compagnie du capitaine Eleazer Tyng. Il épousa, le 26 septembre 1728, Rebecca Hubbard de Groton, Massachusetts. Ils ont 12 enfants, dont Jonathan Blanchard, un délégué du New Hampshire au Congrès de Confédération en 1784.

## Biographie
Joseph Blanchard a servi au Conseil de la ville, fut un arpenteur-géomètre pour l'état du New Hampshire, conseiller de l'État par voie de mandamus de la Couronne et juge de la Cour supérieure du New Hampshire. Au début de la Guerre de Sept Ans, Joseph Blanchard était déjà colonel de la milice, et en 1754, il commanda le capitaine John Goffe ainsi qu'une compagnie d'hommes (Robert Rogers faisait partie de cette compagnie) pour patrouiller dans les hauteurs de la vallée de la rivière Merrimack. En 1755 Joseph Blanchard a été nommé Colonel du régiment Provincial du New Hampshire envoyé pour servir sous Sir William Johnson, lors d'une attaque par Jean-Armand Dieskau près de Crown Point sur le lac Champlain. Le long de leur trajet, ils construisirent le Fort Wentworth à Northumberland, New Hampshire, près du fleuve Connecticut. Le régiment fut en garnison au Fort Edward et n'avait pas encore rejoint les troupes de William Johnson lorsque la Bataille du lac George a eu lieu. Le régiment rentre en décembre 1755, mais Robert Rogers et une compagnie de militiens restent au Fort Edward pour l'hiver. Le colonel Joseph Blanchard meurt quelques années plus tard le 7 avril 1758. En 1761, une nouvelle version de la carte du New Hampshire et d'une partie de la Nouvelle-France, que Joseph Blanchard avait collaboré à créer avec Samuel Langdon (Président de l'Université Harvard entre 1774–1780), est rééditée.

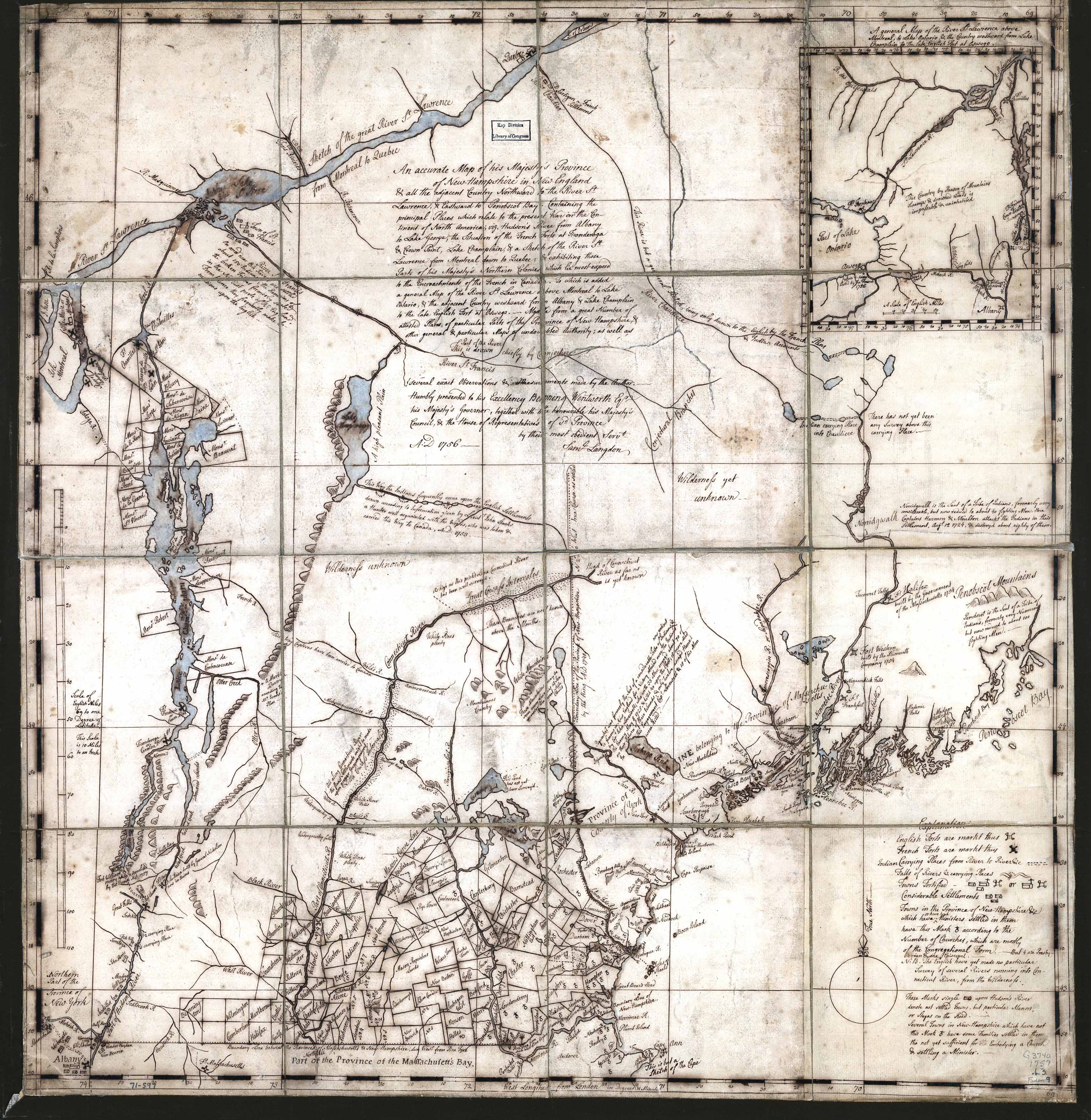
Carte, 1756
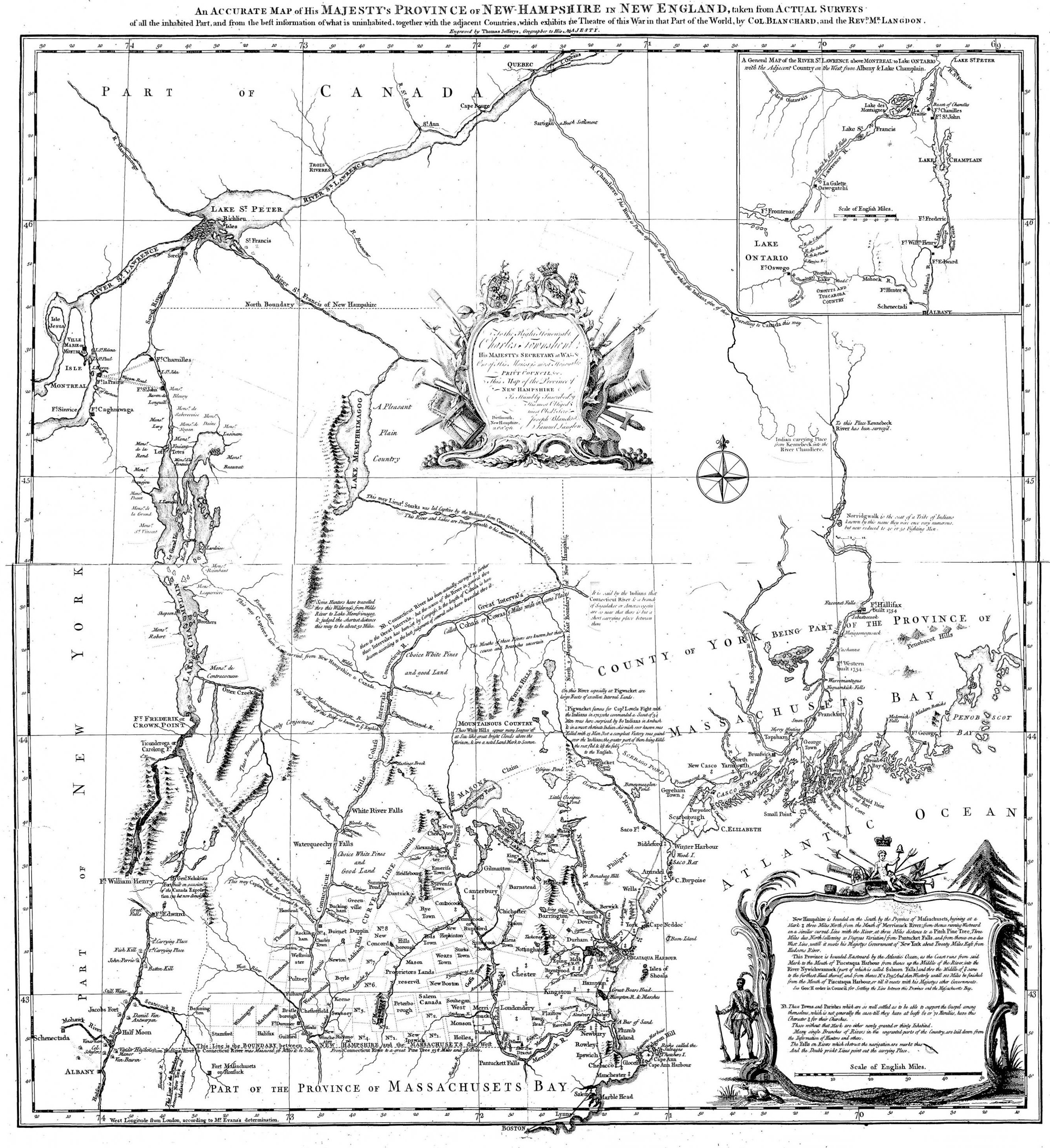
Carte, 1761